# Lucia Poli
Lucia Poli (Florencia, 12 de octubre de 1940) es una actriz y dramaturga italiana.

## Biografía
Nacida en Florencia, hija del actor Paolo Poli, Lucia empezó su carrera en 1970 principalmente en el teatro infantil. A mediados de la década de 1970 formó su propia compañía teatral y empezó a escribir sus propias obras, caracterizadas por temas sociales y feministas y por un peculiar brío cómico, paradójico y satírico.
Poli también estuvo activa en la radio, la televisión y el cine; en 1997 ganó el Premio Nastro d'Argento en la categoría de mejor actriz de reparto por su actuación en la película cómica de Ugo Chiti Albergo Roma.